# Egmont Lichtfestival

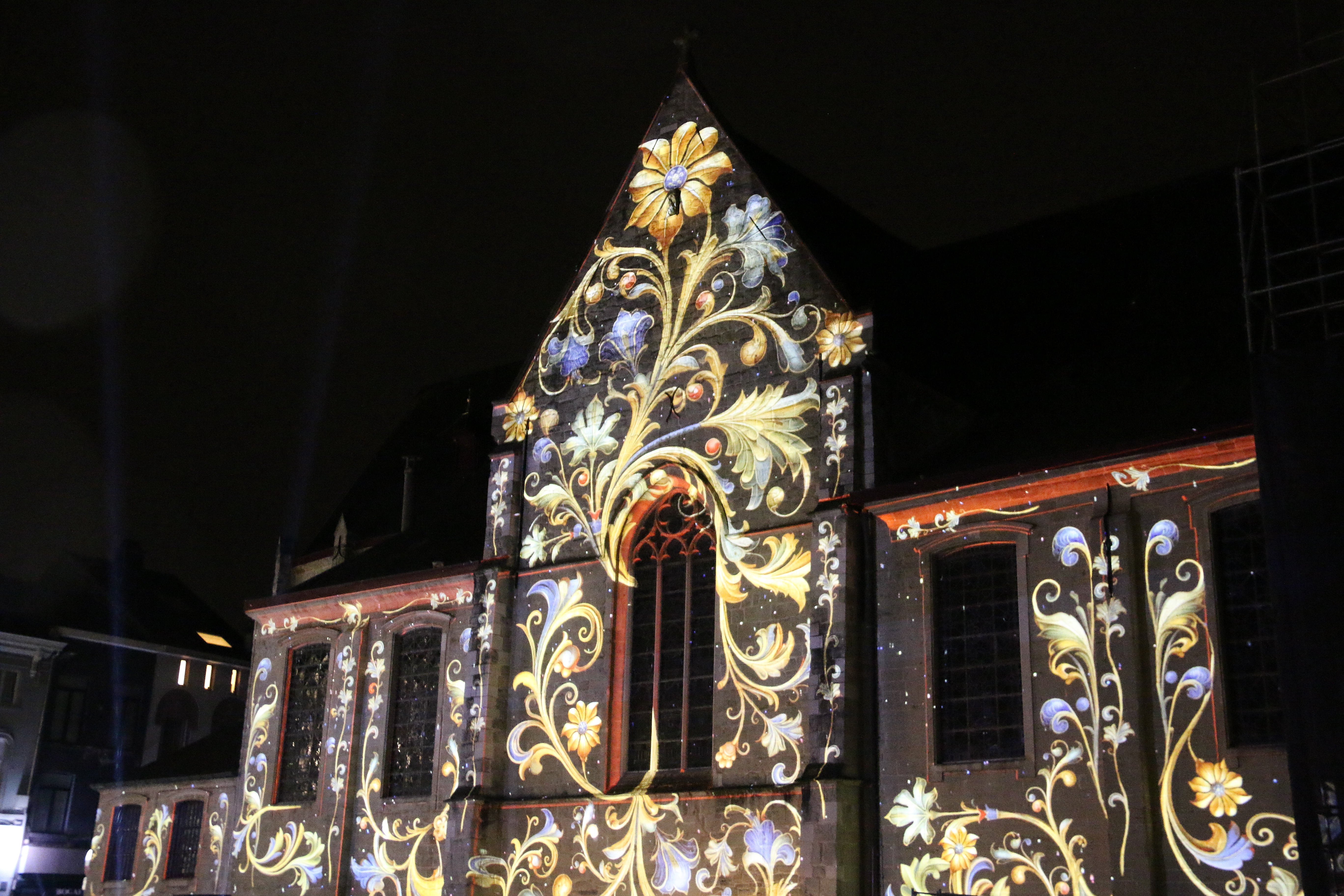
Naissance, Egmont Lichtfestival

Het Egmont Lichtfestival was een lichtfestival in het Belgische Zottegem dat werd georganiseerd op 23, 24 en 25 februari 2024.  Het festival was gewijd aan Lamoraal van Egmont. 
Het parcours omvatte zeven verschillende licht- en geluidsinstallaties en projecties over verschillende sleutelmomenten uit Egmonts leven: Naissance (aan de Egmontcrypte en de Onze-Lieve-Vrouw-Hemelvaartkerk op de Markt), Shelter (op de Heldenlaan), Maison de Plaisance (aan het Egmontkasteel in het Egmontpark), O Vos Omnes (aan het Egmontpark en het Beislovenpark), Beeldenstil, Hellscape en Hemelpoort (in de Vestenstraat).
Het lichtfestival werd georganiseerd door stad Zottegem. De productie ervan werd verzorgd door het Oostendse Studio Sandy (met de Zottegemse videokunstenares Nele Fack), in samenwerking met lokale vrijwilligers, koor Crescendo en toneelverenigingen (Toneelgezelschap Velzeke TGV en ’t Meibloempje). Ter gelegenheid van het Lichtfestival werd ook het bier 1568 van de Hoevebrouwers opnieuw uitgebracht door Cultuurwerking Sotteghem.

## Afbeeldingen

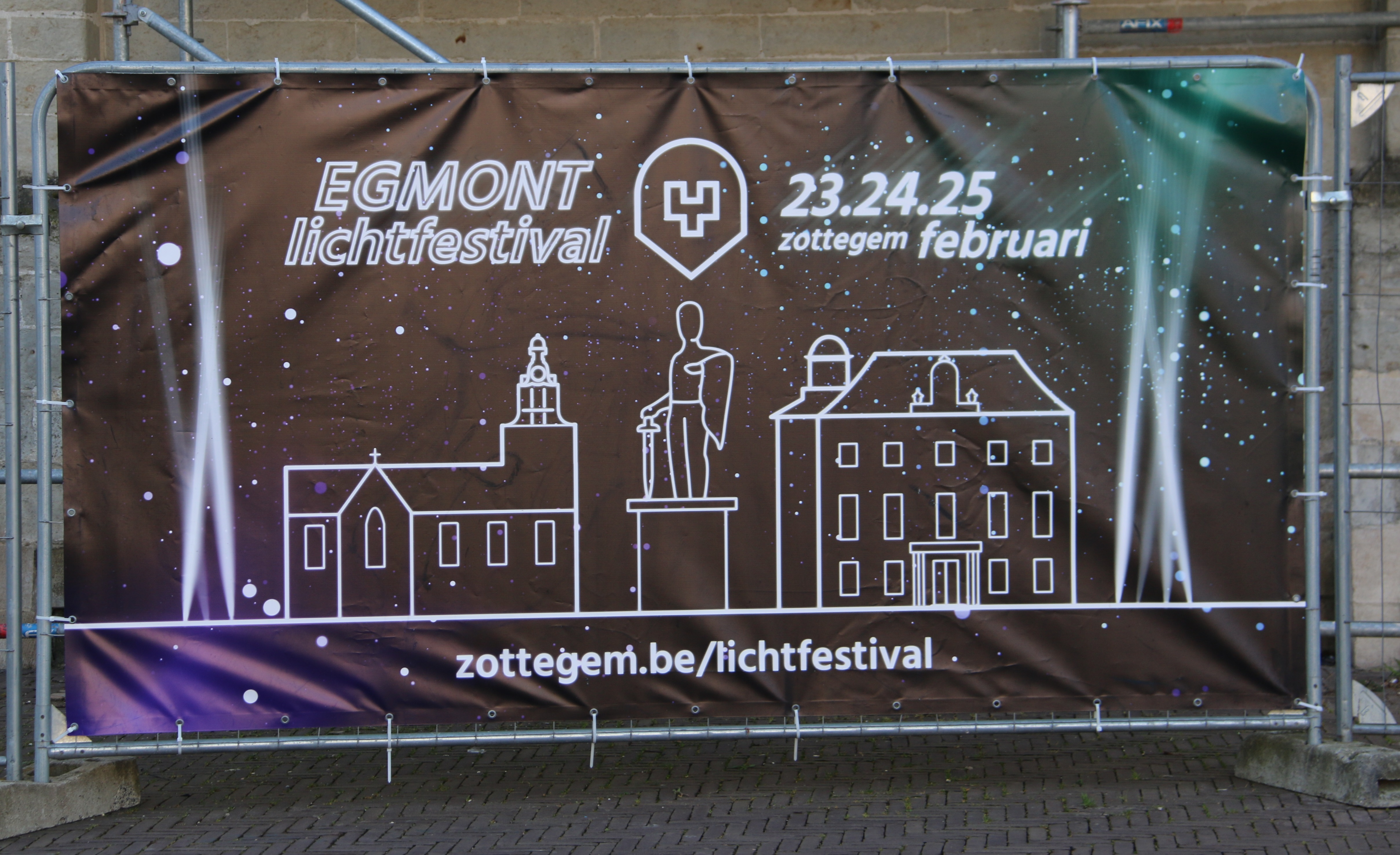
Logo Egmont Lichtfestival
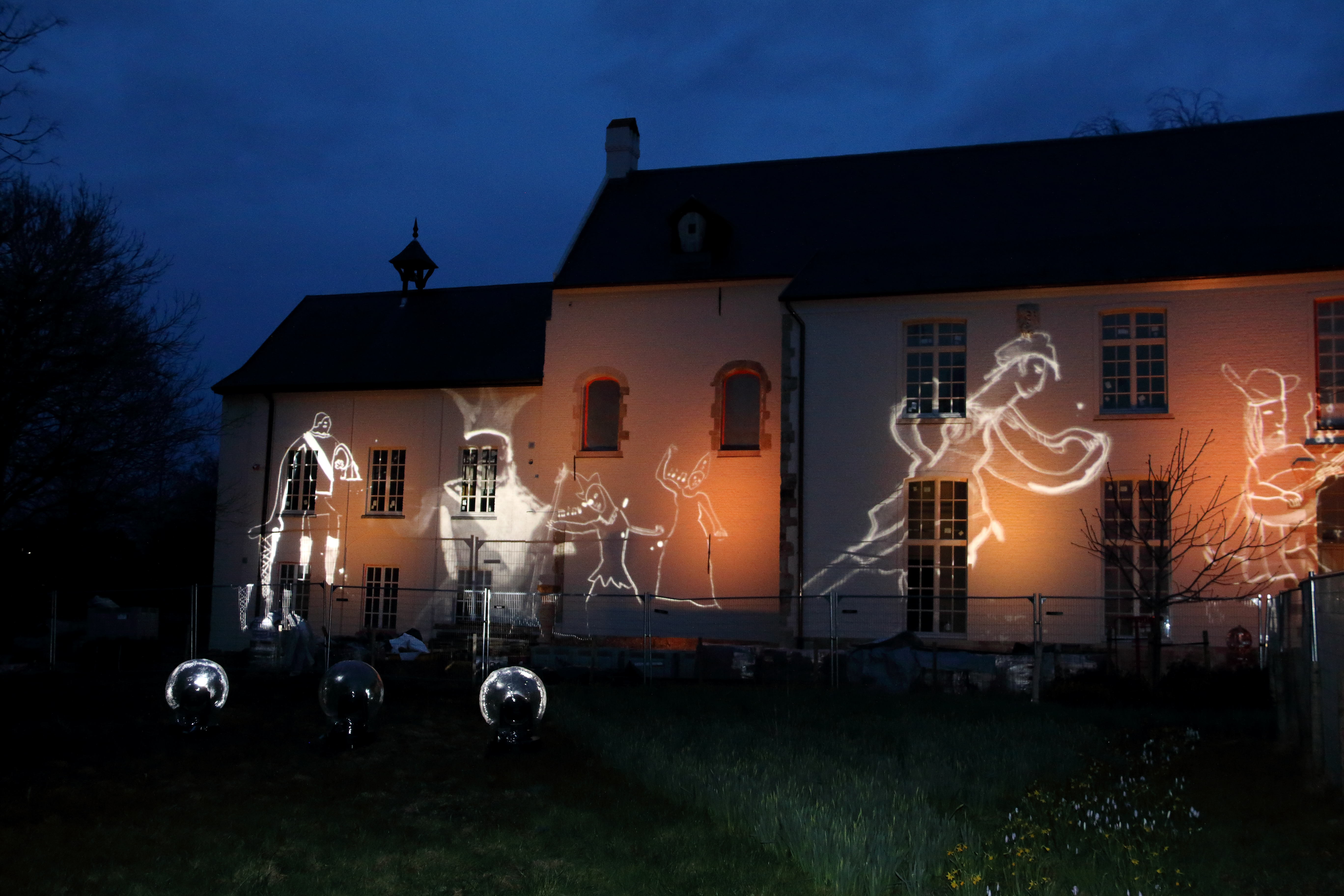
Maison de Plaisance
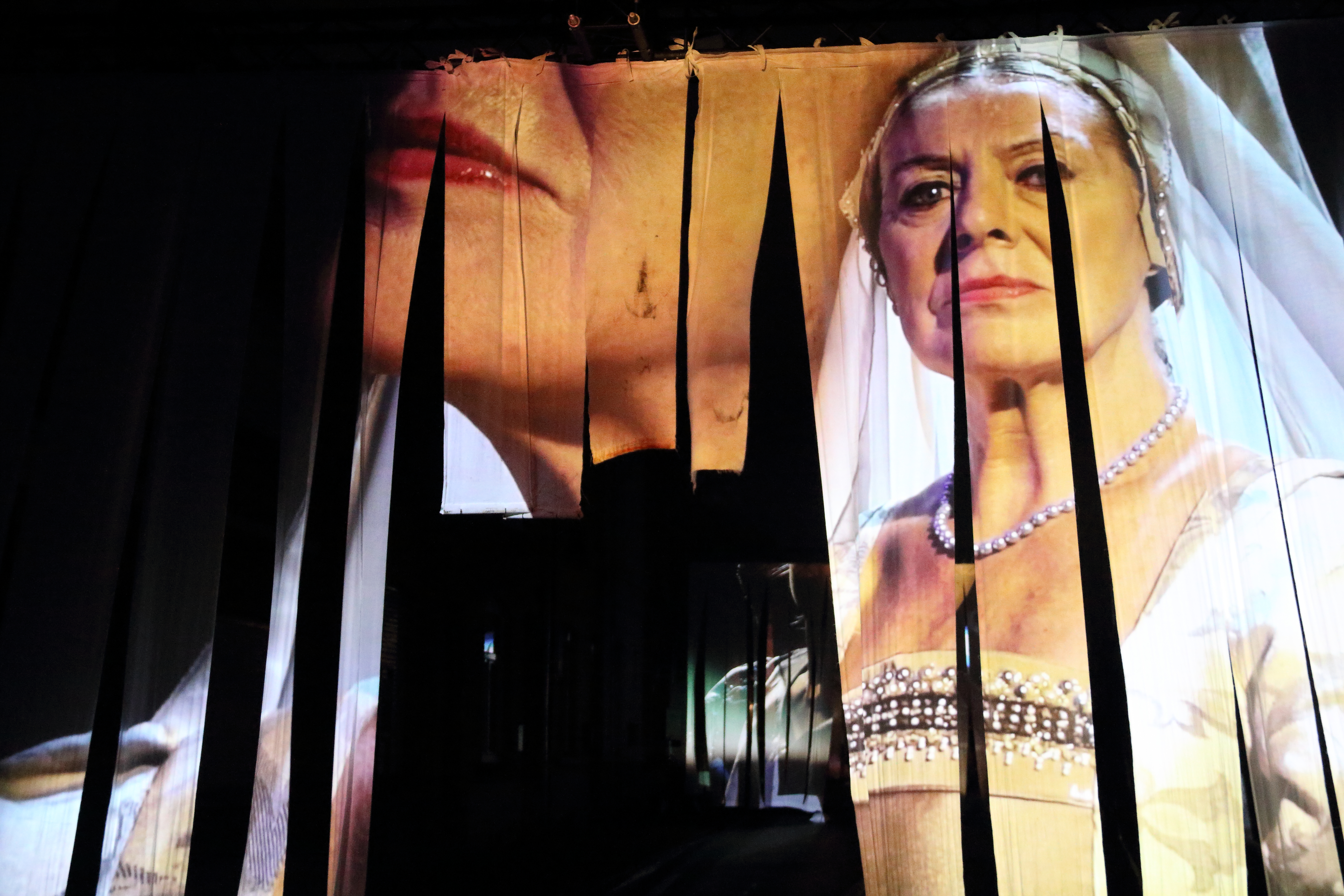
Beeldenstil
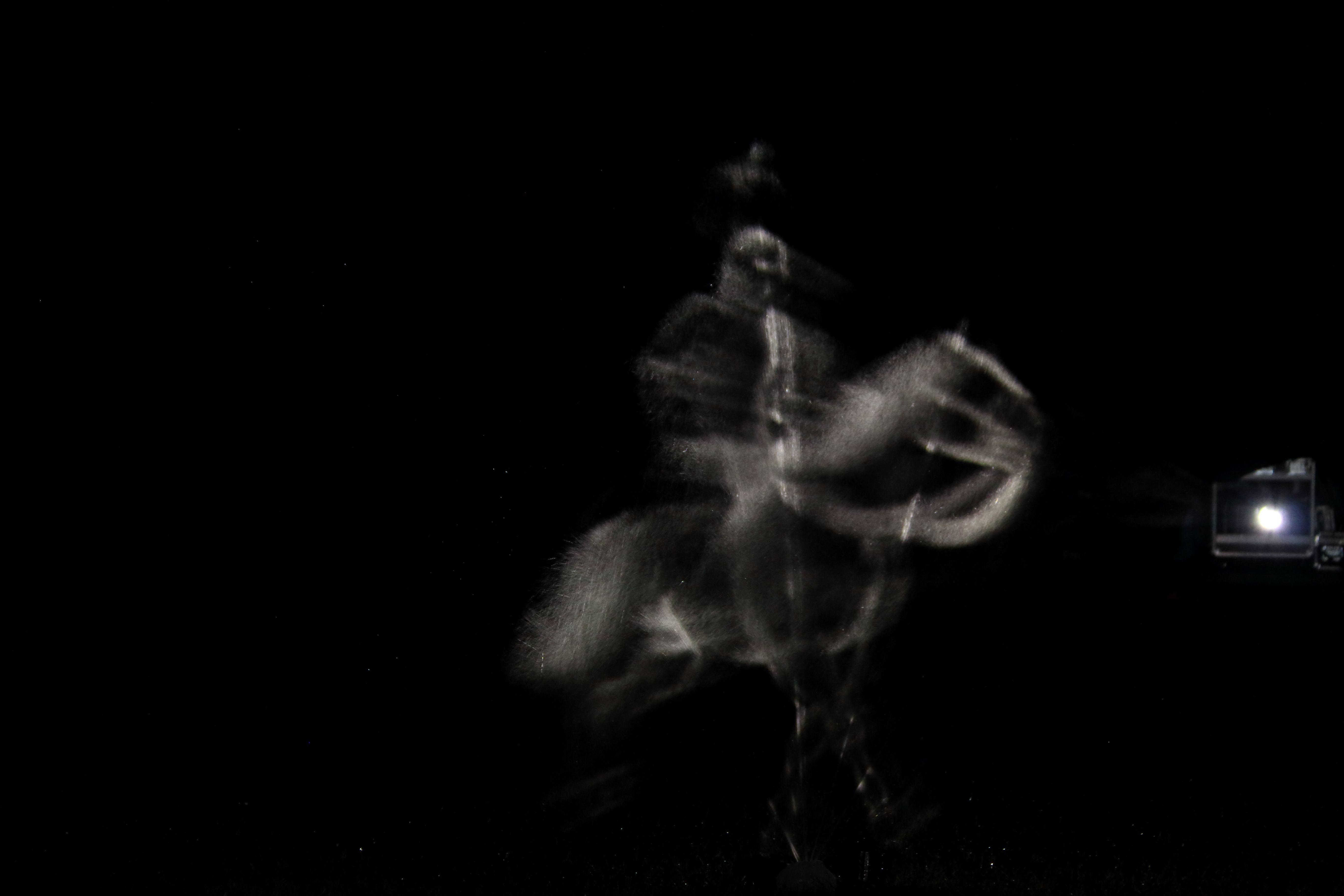
O Vos Omnes